# Discophlebia
Discophlebia is een geslacht van vlinders uit de familie van Oenosandridae. Ze komen uitsluitend voor in Australië.

## Taxonomie
- Discophlebia blosyrodes Turner, 1903
- Discophlebia catocalina R. Felder, 1874
- Discophlebia celaena (Turner, 1903)
- Discophlebia lipauges Turner, 1917
- Discophlebia lucasii Rosenstock, 1885